# 1243 Pamela
Az 1243 Pamela (ideiglenes jelöléssel 1932 JE) a Naprendszer kisbolygóövében található aszteroida. Cyril Jackson fedezte fel 1932. május 7-én, Johannesburgban.